# Woschod 1
Woschod 1 (ros. Восход 1) – radziecki załogowy lot kosmiczny; pierwszy w historii wieloosobowy lot kosmiczny; pierwsze w historii miękkie lądowanie powrotnej kapsuły załogowej; pierwszy lot kosmiczny bez skafandrów; ustanowił ówczesny rekord wysokości lotu załogowego (336 km); pierwszy lot w ramach programu Woschod. Załogę stanowiło trzech Rosjan: Władimir Komarow, Konstantin Fieoktistow i Boris Jegorow. Załoga leciała bez skafandrów z powodu braku miejsca na systemy podtrzymywania życia. W czasie lotu kosmonauci mieli objawy choroby lokomocyjnej.
Celem misji było wyniesienie na orbitę kilku osób jednocześnie, przetestowanie wielosobowego statku kosmicznego, zbadanie koegzystencji załogi składającej się ze specjalistów różnych dziedzin i możliwości wykonywania przez nich eksperymentów fizycznych, inżynieryjnych, czy biomedycznych.

## Załoga
Pierwotnie załoga Woschoda 1 miała składać się z Borysa Wołynowa, Gieorgija Katysa i Borysa Jegorowa. Została jednak zmieniona na trzy dni przed startem po odkryciu, że matka Wołynowa była Żydówką.
Sam wybór załogi stanowił przedmiot sporu wojska z cywilnymi zarządcami misji, głównie Siergiejem Korolowem. Wojsko życzyło sobie, aby wszyscy załoganci byli pilotami, zaś Korolow widział na ich miejscu również cywili. Oficjalna decyzja o wykonaniu lotu z 13 marca 1964 ustanowiła, że załoga ma składać się z kosmonauty, naukowca i lekarza. Komarow pojawił się na liście kandydatów dopiero 23 kwietnia 1964. 21 maja lista kosmonautów została zawężona do Wołnowa, Komarowa, Leonowa i Krunowa. 26 maja wybrano czterech kandydatów wśród lekarzy: Borysa Jegorowa, Borysa Poliakowa, Wasilija Łazariewa, i Aleksieja Sorokina. Na tym etapie jedynym proponowanym naukowcem był Gieorgij Katys. Dopiero później biuro Korolowa przedstawiło dłuższą listę kandydatów: Fieoktistow, Greczko, Kubasow, Makarow, Rukawisznikow, Wołkow, Jazdowskij. W lipcu 1964 wyselekcjonowano ostateczną siódemkę (załogę, dublerów i załoganta rezerwowego).
Pierwszy lot wieloosobowy był jednocześnie pierwszym lotem inżyniera i lekarza w kosmos. Fieoktistow pozostaje też prawdopodobnie jedynym konstruktorem statków kosmicznych, który sam poleciał w kosmos.
Dublerami załogantów byli: Borys Wołynow, Gieorgij Katys, Aleksiej Sorokin. W rezerwie pozostał lekarz Wasilij Łazariew.

## Statek kosmiczny

Schematy statków Woschod 1 i Woschod 2

W locie wykorzystano statek Woschod w wersji 3KV, oznaczony numerem 3, stanowiący potencjalnie niebezpieczną modyfikację jednoosobowego statku Wostok. Woschod nie był przystosowany do używania skafandrów przez astronautów, ich fotele nie mogły być katapultowane, nie posiadał również systemu ucieczkowego.

## Znaczenie
Udana misja Woschoda 1 miała duże znaczenie propagandowe i polityczne dla Związku Radzieckiego. Lot wyprzedzający misje amerykańskich dwuosobowych statków Gemini pokazał, że Związek Radziecki przoduje w podboju kosmosu. Ówczesny dyrektor amerykańskiej NASA, James Webb, wyrażał się o sukcesie Woschoda z uznaniem, mówiąc o nim jako o „znaczącym osiągnięciu astronautyki” i jasnym znaku, że Rosjanie trwają w realizacji bogatego programu kosmicznego świadczącego o potędze i prestiżu kraju”.

## Przebieg misji

### Przygotowania
W dniu startu nad kosmodromem panowały bardzo dobre warunki pogodowe. Temperatura wynosiła -8 °C, wiatr 3-4 m/s, widoczność 20 km. Ponieważ załoga nie musiała testować ani zakładać skafandrów, była już gotowa o 09:00 rano, dwie i pół godziny po pobudce. O 09:30 została przewieziona na stanowisko startowe, dokąd dotarła o 10:15. W podróży towarzyszy im Siergiej Korolow. Na wcześniejszej odprawie z marszałkiem Kamaninem, szefem korpusu kosmonautów, załoganci zostali pouczeni o słowach-kodach jakich mają użyć na określenie statusu misji. „Nadzwyczajnie” miało oznaczać, że misja przebiega bez zakłóceń i może być kontynuowana. „Dobrze”, że załoga nie jest pewna czy misja ma być kontynuowana. „Satysfakcjonująco” miało oznaczać, że lot powinien zostać przerwany i w najkrótszym możliwym czasie odbędzie się lądowanie awaryjne.
Kapsułę zajęli, kolejno, Fieoktistow, Jegorow i Komarow. O 10:35 zamknięto właz statku. Ostatnich sprawdzeń dokonują Gagarin, Korolow i Kiryłłow. Korolow opuścił stanowisko startowe i zszedł do schronu na 5 minut przed startem.

### Start
Zapłon silników nastąpił punktualnie 12:30 czasu lokalnego, z wyłączeniem ich w 523. sekundzie lotu. Podczas wzlotu Gagarin i Komarow pozostawali w łączności. Podczas drugiego okrążenia Ziemi, około 09:20 GMT, przelatując nad Japonią załoga pozdrowiła za pomocą radia uczestników igrzysk olimpijskich.
Kolejna sesja komunikacji odbyła się podczas 6. i 7. okrążenia Ziemi. „Na żywo” przekazane zostały też telewizyjne obrazy z wnętrza kapsuły. Kosmonauci raportowali prawidłowe odczyty temperatury, wilgotności i składu powietrza. Łączność została wznowiona w trakcie 13. orbity.
O 08:46 GMT agencja prasowa UPI nadała depeszę: Związek Radziecki wystrzelił dzisiaj pierwszy na świecie wieloosobowy statek kosmiczny z trzema ludźmi na pokładzie, podają nieoficjalne źródła. Wkrótce potem wiadomość potwierdza radzieckie radio głosem Jurija Lewitana. O 11:00 GMT Eurovision retransmituje obrazy z wnętrza Woschoda 1 w krajach Europy Zachodniej. O 14:00 GMT z załogantami rozmawia Nikita Chruszczow i Anastas Mikojan.
Jedyne nieprawidłowości podczas lotu miały miejsce w jego pierwszych godzinach: rejestrowano fałszywy odczyt pulsu Jegorowa (zmierzył go manualnie Komarow); prawidłowe działanie układu orientacji statku potwierdzono dopiero po 2 godzinach; podczas pierwszej orbity temperatura w kabinie wzrosła z 15 °C do 21 °C.
Transmisje radiowe z Woschoda 1 były wielokrotnie i niezależnie rejestrowane podczas amatorskich nasłuchów radiowych w Wielkiej Brytanii, USA czy Niemieckiej Republice Federalnej.

### Lądowanie
Następnego dnia, o 08:00 czasu moskiewskiego zebrała się komisja ds. lądowania. Parametry orbity, stanu statku i załogi były odpowiednie do trzydniowego lotu, jednak zdecydowano się na skrócenie lotu do 17 orbit, tj. jednej doby. Uznano, że główny cel misji – lot wieloosobowy – został wykonany i dłuższa obecność załogi na orbicie nie da żadnych wymiernych korzyści.
O 09:00 zebrani zarządzający misją (Tiulin, Korolow, Rudenko, Kamanin, Gagarin, Nikołajew, Kuzniecow, Babiuczuk, Kiryłłow) ostatecznie zatwierdzili rozkaz lądowania. Dowódca statku został powiadomiony o tym telegraficznie.
Statek śledzący u zachodnich wybrzeży Afryki odebrał sygnały o pomyślnej zmianie położenia statku silnikami ciągu wstecznego, oraz zejściu z orbity, poprzez odpalenie silnika TDU. W trakcie lądowania nie było łączności z załogą, przez co kontrolerzy nie byli do końca pewni, czy wszystko przebiega poprawnie. Odebrano jednak sygnał „PO”, potwierdzający odłączenie się kapsuły. O 10:22:30 stacja śledzenia koło Moskwy odebrała sygnał „SA”, oznaczający, że silnik TDU zadziałał i kapsuła powinna wchodzić do atmosfery. Trzy, cztery minuty później system „Krug” stacji śledzenia w Kawkaz odbiera sygnał z kapsuły lecącej nad Morzem Kaspijskim i Jeziorem Aralskim. Potem odebrała sygnał potwierdzający odrzucenie osłony spadochronów. W kontroli misji zapadła jednak konsternacja, gdyż nie odebrano sygnału radioboi kapsuły, który powinien być nadawany po otworzeniu spadochronów. Wkrótce potem radio zaczęła nadawać stacja koło Kustanaj:
– Numer 50, tu 52. Lotnik Michajłow z Iła-14, 40 km na wschód od Marjewki, melduje o celu w powietrzu.
Odpowiedział mu Korolow, uznając, że widok samej kapsuły jest niewystarczającym potwierdzeniem bezpiecznego lądowania:
– Numer 52, tu numer 20. Melduj, czy Michajłow widzi spadochrony. Jeśli tak, to ile? Jeden czy dwa?
– Michajłow widzi cel z dwoma czaszami spadochronowymi.
Nadzorujący misję czekali więc na zadziałanie systemu miękkiego lądowania. Jego awaria oznaczałaby, że kapsuła uderzyłaby w ziemię z prędkością 7-8 m/s (25-30 km/h), wystarczającą, aby załoganci zostali ranni. Niedługo potem stacja w Kustanaj donosi:
– Lotnik Michajłow widzi cel na ziemi, a koło niego trzech ludzi machających do niego.
Meldunek spowodował wybuch radości w centrum dowodzenia. Kapsuła powrotna opadła na Ziemię po 24 godzinach i 17 minutach od startu na terytorium ZSRR. O 09:00 GMT radzieckie media ogłosiły sukces misji.
Pierwotny plan przewiezienia załogi do Kujbyszewa został porzucony. Śmigłowcem Mi-6 przewiezieni zostali do miasta Kokczetaw. Stamtąd Iłem-14 do Kustanaj. Tam mieli rozmawiać telefonicznie z Chruszczowem, ale Leonid Smirnow odwołał telefon. Potem Iłem-18 do Töretam, czyli Bajkonuru, gdzie przylatują o 18:30. Załoga jest w dobrej kondycji, prócz bardzo zmęczonego Komarowa. Druga próba dodzwonienia się do Chruszczowa, już z kwater kosmonautów, nie udała się. O 10:00 następnego dnia, załoganci Woschoda 1 zbierają się przed 200-osobową grupą cywilów i wojskowych zaangażowanych w ich lot. Fieoktistow powiedział, że stan nieważkości nie był dla niego nieprzyjemny w żadnej fazie lotu. Jegorow czuł się źle przez sześć pierwszych orbit. Sprawozdanie zostało przerwane wezwaniem marszałka Rudenki do Moskwy na zebranie Komitetu Centralnego. Generał Kamanin zanotował w swoich pamiętnikach: wszystko wskazywało na to, że coś dziwnego działo się w Moskwie. Odwołano przywitanie załogi na Placu Czerwonym, a 15 października Korolow opuścił Bajkonur – nastąpiła zmiana przywódcy ZSRR. Załoga Woschoda 1 został powitana przez nowego przywódcę ZSRR, Leonida Breżniewa, 19 października 1964.